# 歯茎摩擦放出音
歯茎摩擦放出音（はぐき まさつほうしゅつおん）とは子音の類型の一つ。国際音声字母で[sʼ]と記述される。

## 特徴
- 発声 - 声帯の振動を伴わない無声音。
- 調音
  - 調音位置 - 舌端と歯茎による歯茎音。
  - 調音方法
    - 口腔内の気流 -
    - 調音器官の接近度 - 喉頭を上昇させて声道内に気流を生成することによって生じる放出音。
    - 口蓋帆の位置 - 口蓋帆を持ち上げて鼻腔への通路を塞いだ口音。

## 言語例
- アムハラ語：ጻፈ [sʼafə] 「彼は書いた」[1]
- ハウサ語：tsuntsaye [sʼúnsʼàːjéː] 「鳥（複数形）」[2] ― 標準ハウサ語（カノ方言）で ts は [sʼ] であるが、実際には個人差や方言差があり、[t͡ʃʼ] や [t͡sʼ] のように破擦音としても発音される[3][4]
- トリンギット語： [sʼaː] 「要求」[5]